# Ingen udvej
Ingen udvej er en amerikansk film fra 1990 af Curtis Hanson.

## Medvirkende
- Rob Lowe som Alex
- James Spader som Michael Boll
- Lisa Zane som Claire
- Christian Clemenson som Pismo Boll
- Marcia Cross som Ruth Fielding
- Kathleen Wilhoite som Leslie
- Grand L. Bush som Bartender